# Tonyukuk
Tonyukuk (turco antico: 𐱃𐰆𐰪𐰸𐰸, Bilge Tuňuquq; cinese: 阿史德元珍; pinyin: Āshǐdé Yuánzhēn; vicino al fiume Tuul, 646 – 25 novembre 726) è stato un condottiero e politico turco,  baga-tarkhan (capo militare) e consigliere di sei successivi khaghan, gokturchi, Ilterish Khagan, Qapaghan Qagan, Inel Khagan e Bilge Khagan.

## Nome
Il nome è scritto come t-o-ň-uq-uq (𐱃𐰆𐰪𐰸𐰸) nell'alfabeto turco antico, variamente interpretato come Tunuquq, Tonuquq, Tuj-uquq,  Tony Yuguq, Tujun-oq, Tojuquq, con numerosi suggerimenti per la sua etimologia.

## Giovinezza
Nacque vicino al fiume Tuul nella tribù Ashide. Fuggì dai Tang nel 679 e si unì a Ilterish nel 681. Fu nominato da lui Apa Tarkhan.

## Durante il regno di Ilterish
Sebbene abbia perso le prime guerre contro Xue Rengui (薛仁贵), celebre generale cinese dell'epoca, Tonyukuk fu una forza formidabile nel fondare il Khaganato turco. Nel 687, cominciò un'altra invasione del regno dei Tang da parte di Ilterish Khagan e di Ashide Yuanzhen (阿史德元珍). L'imperatrice vedova Wu incaricò il generale di etnia baekje Heichi Changzhi, assistito da Li Duozuo, di difendere il regno contro l'attacco delle forze tujue, che riuscirono a sconfiggere at Huanghuadui (黃花堆, nella moderna Shuozhou, Shanxi) costringendole a fuggire.

## Durante il regno di Qapaghan
Nel 703, fu mandato dal khagan in Cina per una proposta di matrimonio. L'imperatrice Wu accettò la proposta, in cambio suo nipote Wu Yanxiu, che era prigioniero di Qapaghan, fu da questi rilasciato. Tuttavia, l'ascesa al trono dell'imperatore Zhongzong cambiò il clima politico e il matrimonio fu cancellato.
Nel 712, Tonyukuk comandò l'esercito tujue durante la battaglia di Bolchu che si rivelò disastrosa per l'esercito turgesh.

## Durante il regno di Inel
Non fu attivo in politica durante il regno di Inel, sebbene Mihály Dobrovits ritenga che lo abbia accettato come legittimo sovrano.

## Durante il regno di Bilge
Nel 716 fu nominato Stratega Supremo (Bagha Tarkhan) da suo genero Bilge Khagan. 
A un certo punto della sua vita, Bilge Khagan voleva convertire il popolo al buddhismo e farlo stabilire nelle città, anziché negli accampamenti come era stato fino ad allora secondo la tradizione nomade. Tuttavia, Tonyukuk lo dissuase, citando i piccoli numeri dei Tujue e la loro vulnerabilità all'attacco cinese. La forza militare dei Turchi poggiava infatti sulla loro mobilità, mentre la conversione al buddhismo avrebbe portato il pacifismo tra la popolazione. Perciò, rimanere fedeli al tengrismo era necessario per sopravvivere.
Nel 720 il cancelliere dei Tang Wang Jun propose un piano per attaccare Bilge Khaghan insieme ai Baximi, agli Xi e ai Khitani. L'imperatore Xuanzong reclutò anche i figli di Qapaghan Khagan Bilge Tigin e Mo Tigin, il khagan dei Kirghisi dello Enisej Kutluk Bilge Khagan e Huoba Guiren per combattere contro i Tujue. Tonyukuk astutamente lanciò il primo attacco su Baximi nell'autunno 721, schiacciandoli completamente. Nel frattempo, Bilge depredò Gansu, prendendo gran parte del bestiame. Più tardi quell'anno furono schiacciati anche i Khitani e l'anno successivo gli Xi.
Morì nel 726.

## Famiglia
Fu padre di El Etmish Bilge Khatun e suocero di Bilge Khagan, quindi nonno di Yollıg e Tengri Qaghan.

## Eredità
La sua biografia, le sue imprese e i suoi consigli per l'amministrazione dello stato furono scolpiti nel cosiddetto alfabeto dell'Orkhon su due stele erette nel 716 (prima della sua morte) in un sito noto come Bayn Tsokto, nel distretto di Nalajh di Ulan Bator.

## Nella cultura di massa
- Ritratto da Kim Seong-hun nella serie televisiva del 2006-2007 della KBS Dae Jo Yeong.